# Noctivox sanchezi
Noctivox sanchezi är en insektsart som beskrevs av Desutter-grandcolas 1993. Noctivox sanchezi ingår i släktet Noctivox och familjen syrsor.

## Underarter
Arten delas in i följande underarter:
- N. s. sanchezi
- N. s. ocosingo